# Comment le brigadier se comporta à Waterloo
Comment le brigadier se comporta à Waterloo (Brigadier Gerard at Waterloo en version originale), est une nouvelle d'Arthur Conan Doyle mettant en scène le Brigadier Gérard. Elle est parue pour la première fois en deux épisodes dans la revue britannique The Strand Magazine de janvier et février 1903, avant d'être reprise dans le recueil Les Aventures du Brigadier Gérard (The Adventures of Gerard) où elle paraît sous le titre How the Brigadier Bore Himself at Waterloo.
La nouvelle est traduite en français et publiée en 1922 sous le titre Comment le Brigadier se conduisit à Waterloo dans le recueil Les Aventures du Brigadier Gérard édité par Albin Michel. La nouvelle a également été traduite par Robert Latour en 1957 pour l'édition intégrale des œuvres d'Arthur Conan Doyle éditée par Robert Laffont, sous le titre Comment le brigadier se comporta à Waterloo.

## Résumé
Première partie : L'Histoire de l'auberge de la forêt
Étienne Gérard raconte ses souvenirs de la bataille de Waterloo perdue le 18 juin 1815 par l'armée française. Le narrateur rappelle au préalable que le 16 juin, l'armée française avait battu les Prussiens à Ligny tandis que le maréchal Ney et ses soldats avaient tenu les Anglais aux Quatre Bras. L'Empereur Napoléon avait alors envoyé le maréchal Grouchy et ses 32 000 hommes à la poursuite des Prussiens en déroute tandis que le gros de l'armée française (80 000 hommes) se retournait contre les Anglais (67 000 hommes). Le 18 juin, les Français, revanchards, avaient a priori un net avantage sur les troupes anglaises qui comportaient de nombreux soldats Hollandais et Belges peu désireux d'en découdre.
Au matin du 18 juin, Gérard, appelé comme aide de camp de l'Empereur, se trouve à l'arrière des lignes françaises en compagnie de Napoléon Ier et de son état-major composé des généraux Soult, Ney et Foy. L'Empereur patiente pendant trois heures pour que le terrain sèche avant d'attaquer les lignes anglaises. Alors que la bataille commence, l'Empereur pense apercevoir au loin, entre deux forêts, les troupes du maréchal Grouchy et demande à Gérard d'aller porter un message au maréchal pour que celui-ci revienne attaquer le flanc des troupes anglaises en assurant ainsi une large victoire française. Gérard part immédiatement mener à bien sa mission.
Alors qu'il traverse la forêt derrière laquelle devrait se trouver le détachement français, Gérard découvre que les troupes que l'Empereur pensait être celles du maréchal Grouchy sont en réalité une importante faction de l'armée prussienne qui vient au renfort de l'armée anglaise. Le tenancier d'une auberge située à la lisière du bois prévient Gérard du danger qu'il court avec le passage imminent des troupes ennemies et lui propose de se cacher dans le grenier de son établissement pour lui éviter d'être tué ou fait prisonnier.
Depuis sa cachette, Gérard entend le haut commandement de l'armée prussienne entrer à son tour dans l'auberge pour y discuter de stratégie militaire. Le Français, qui maîtrise des rudiments d'allemand, entend le général Blücher et le chef d'état-major Gneisenau discuter avec un aide de camp de Wellington au sujet de l'arrivée des renforts prussiens sur le terrain et de la très probable défaite française qui se dessine. Gneisenau confie au comte Stein, considéré comme le meilleur cavalier de l'armée prussienne, le soin de capturer Napoléon Ier sur la route de Jemappes et de Charleroi. Pour mener à bien sa mission, le compte Stein mobilise huit autres cavaliers d'élite dans les lignes prussiennes. Gérard comprend immédiatement que la vie de l'Empereur est en grand danger. Il décide d'abandonner sa mission auprès du maréchal Grouchy, visiblement en déroute, et de revenir aux côtés de l'Empereur pour l'informer de la menace qui l'attend.
En sortant de sa cachette après le départ des Prussiens, Gérard se retrouve confronté à l'aide de camp de Wellington qui menace le militaire français de son pistolet et reconnaît en lui l'homme ayant mis à mort le renard. La femme de l'aubergiste parvient à mettre le militaire anglais hors d'état de nuire pendant quelques secondes et Gérard peut s'enfuir, échappant de justesse à une balle tirée par l'Anglais depuis la fenêtre de l'auberge.
Seconde partie : L'Histoire des neuf cavaliers prussiens
Gérard traverse avec effroi les lignes françaises décimées par les troupes anglaises et prussiennes et assiste à l'agonie ou aux derniers actes de bravoure des militaires français. Parmi eux, le maréchal Ney poursuit un combat désormais désespéré en criant « Venez voir mourir un maréchal de France ! ». Poursuivant sa route vers le sud au-delà de Jemappes, Gérard parvient à rejoindre à la nuit tombée le haut commandement de l'armée française constitué de l'Empereur, Soult, Drouot, Lobau, Bertrand et cinq chasseurs de la Garde. Il n'ose pas immédiatement parler à l'Empereur de la menace qui l'attend pour ne pas le contrarier davantage.
La chevauchée se poursuit sans difficulté majeure jusqu'à ce que Gérard aperçoive au loin le groupe de cavaliers prussiens. Ceux-ci ont réalisé un détour par le sud et remontent désormais frontalement au-devant du convoi impérial. Comprenant que l'état-major français ne sera pas suffisamment agile pour assurer la protection de l'Empereur face aux cavaliers d'élite prussiens, Gérard prend une décision exceptionnelle : le militaire français s'empare du manteau et du célèbre chapeau de Napoléon qu'il coiffe sur sa tête, puis s'enfuit au grand galop, à travers champ, sur le cheval de l'Empereur. Les cavaliers prussiens, apercevant ainsi une silhouette qu'ils identifient comme étant celle de Napoléon Ier, se détournent de leur route pour poursuivre Gérard.
Une chevauchée haletante s'ensuit dans la campagne française. Grâce à l'excellent cheval de l'Empereur, Gérard parvient à maintenir une certaine distance avec ses poursuivants. L'un d'eux parvient à se détacher et à se rapprocher du militaire français, mais Gérard lui tend une embuscade et le tue de son sabre au détour d'un chemin avant de reprendre immédiatement sa fuite sous les cris des autres Prussiens ayant assisté à la scène.
Après être passé par une ferme, avoir été propulsé accidentellement par-dessus le mur d'un verger et s'être rendu compte qu'il avait perdu son sabre, Gérard parvient à récupérer sa monture et à poursuivre sa course en semant progressivement ses poursuivants à l'exception du comte Stein. Cherchant à bénéficier de renforts, Gérard se dirige finalement vers les lignes françaises qui battent en retraite et rejoint un détachement français qui parvient à faire prisonnier le comte Stein. Les Français s'amusent de l'astuce de Gérard qui leur est apparu comme Napoléon en personne.
Par cet acte de bravoure, le colonel Gérard est parvenu à sauver l'Empereur, qui devra néanmoins abdiquer et se rendre aux Anglais quelques semaines plus tard en laissant place à la période de Restauration.